# Districte de Kodagu
El districte de Kodagu (kannada ಕೊಡಗು) és una divisió administrativa de Karnataka, Índia. La seva superfície és de 4.100 km² i la població de 548.561 habitants (2001). La capital és Madikeri (Merkara). El riu principal del districte és el Kaveri. Està habitat per l'ètnia dels kodagues que parlen una llengua pròpia emparentada al kannada, i reclamen la creació d'un estat Kodagu separat.
Està dividit en tres talukes:
- Madikeri
- Somwarpet
- Virajpet